# Príles (kaštel)
Príleský kaštel byla historická stavba (kaštel) nacházející se do roku 1945 v Prílese, místní části Trenčianské Teplé.

## Dějiny
Byl vybudován v první polovině 19. století. Bydlela zde hlavně rodina Príleských, která Príles vlastnila od 14. do 17. století. Obývali ho i rodiny Hudcovočovská, Mariašovická apod. Ve druhé polovině 19. století se sem přistěhoval baron Filip Skrbenský, který Príles využíval jako letní sídlo. Zemřel v roce 1914; tímto rokem se uzavírá kapitola vlastnění kaštela šlechtickými rodinami. 
Po první světové válce vlastnila kaštel obec Trenčianska Teplá, od roku 1924 Československá obec legionářská, která zde zřídila zotavovnu. Zotavovna byla funkční po celá meziválečné období. Před válkou byl nábytek a zařízení kaštelu rozebrané obyvateli Prílesa. Přes druhou světovou válku byl v kaštelu ústav pro lidi s psychickými chorobami. Na konci války obsadili zámeček tzv. Vlasovci, jež zde ostřelovali rumunská a sovětská vojska. Následkem ostřelování byl celý park kolem zámečku zničen.
Po druhé světové válce začal kaštel patřit soukromníkům, kteří zámeček zbourali, protože se zde nelegálně nastěhovalo 10 rodin. Nelegální obyvatelé začali zámeček rozebírat, což způsobilo porušení statiky budovy. Majitel byl nucen zámeček zbourat a jeho pozůstatky je možno pozorovat i dnes.

## Panství
Panství netvořil pouze kaštel, jeho součástí byly i chlévy, skleníky, dům zahradníka, fara a hospodářské budovy. Dodnes se zde nacházejí sklepy zvané ledárny. Některé z těchto budov se zachovaly dodnes a slouží jako domy místním obyvatelům.

## Současnost
V současnosti je pozemek, na kterém kaštel stál, rozdělen mezi více majitelů.

## Galerie

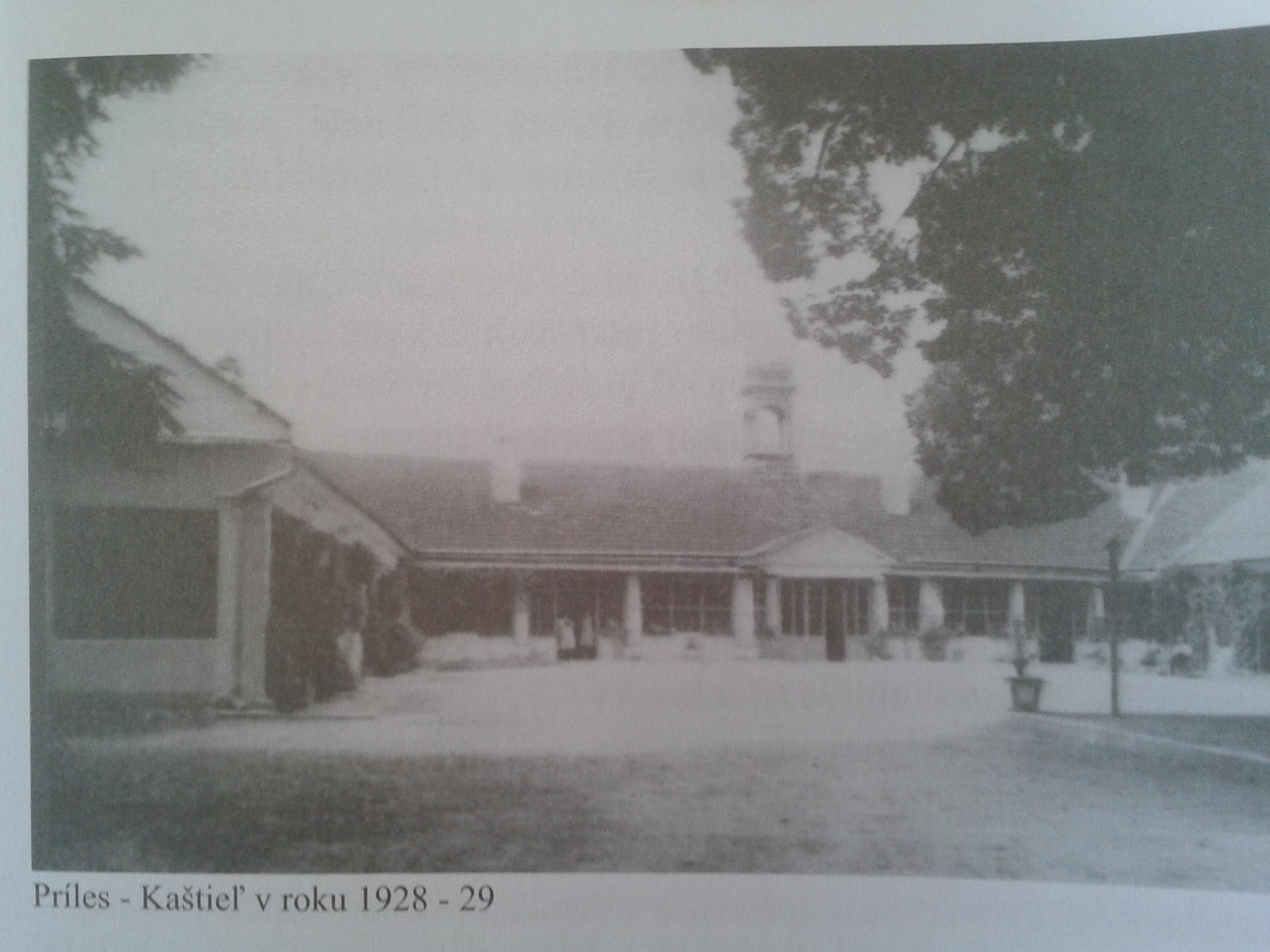
kaštel v 20. století
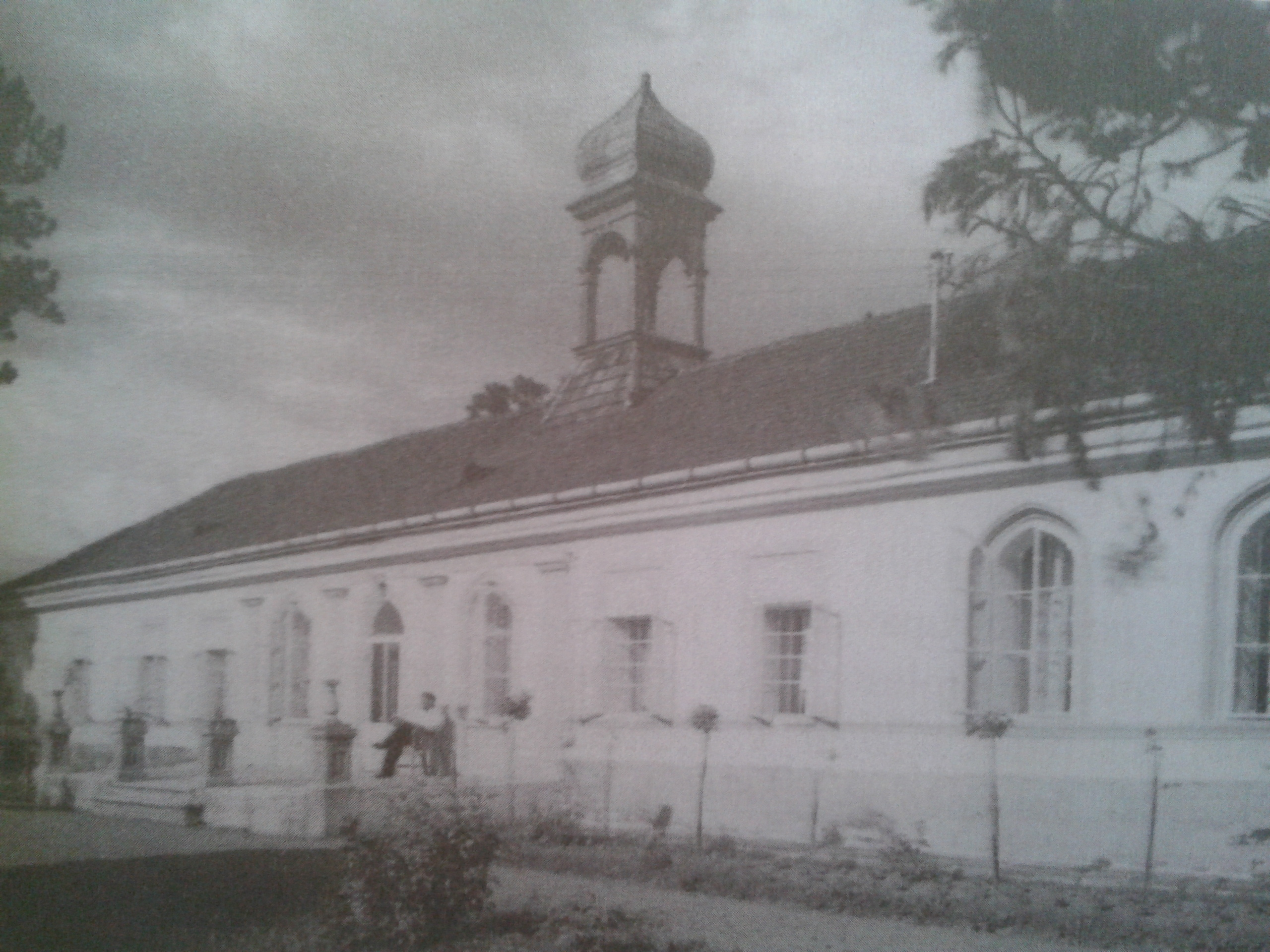
kaštel v 20. století
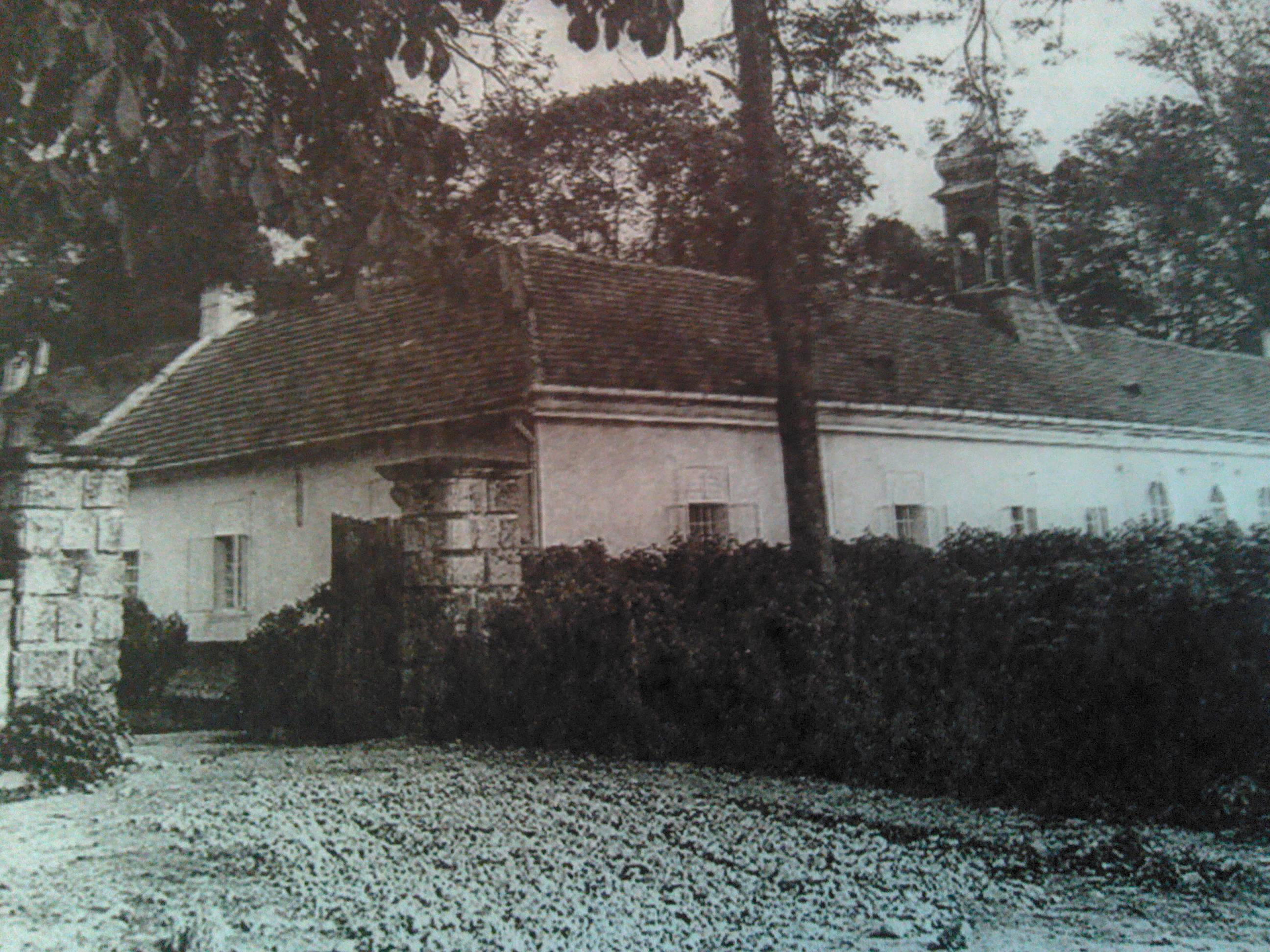
kaštel v 20. století
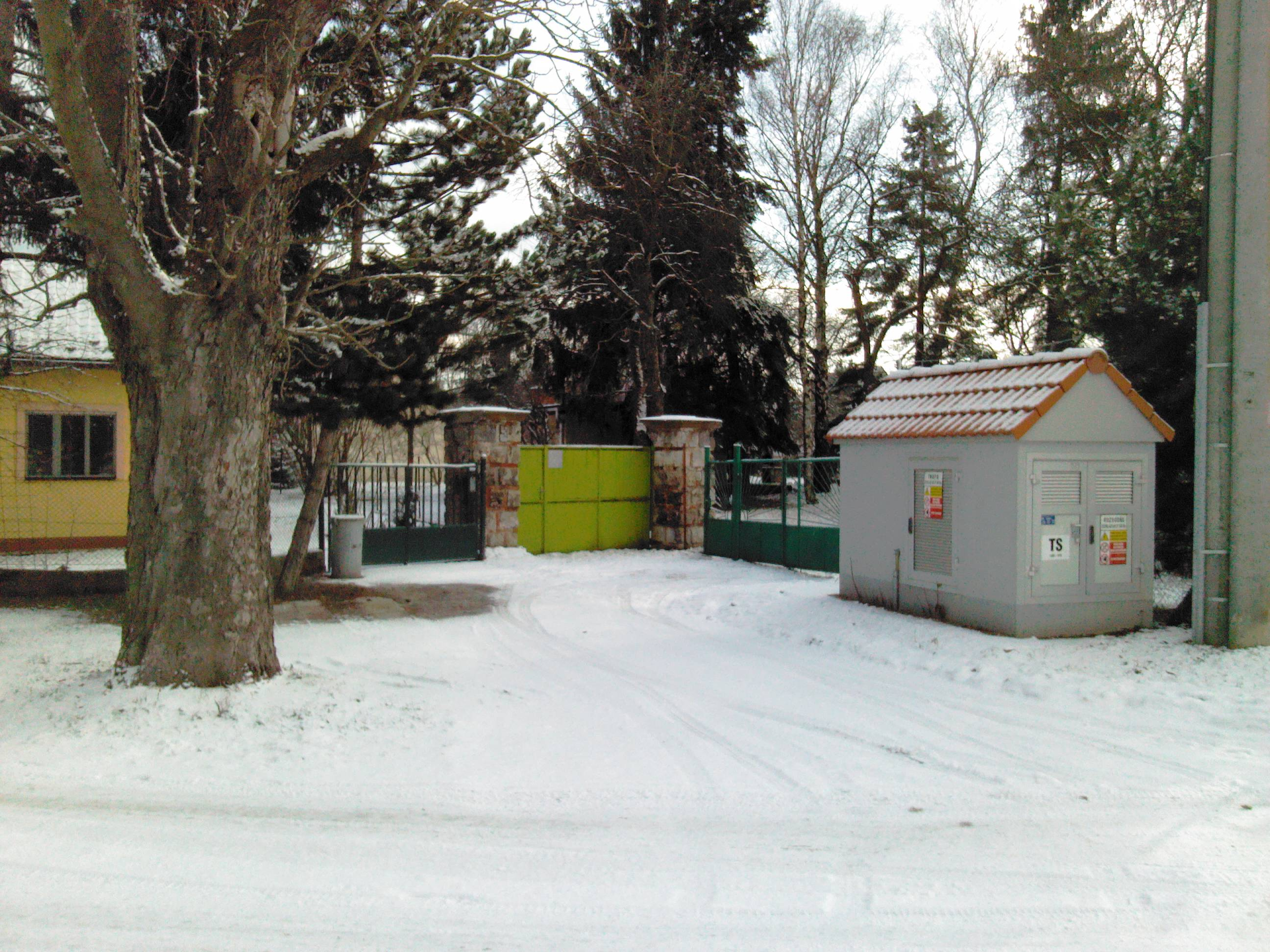
Současnost
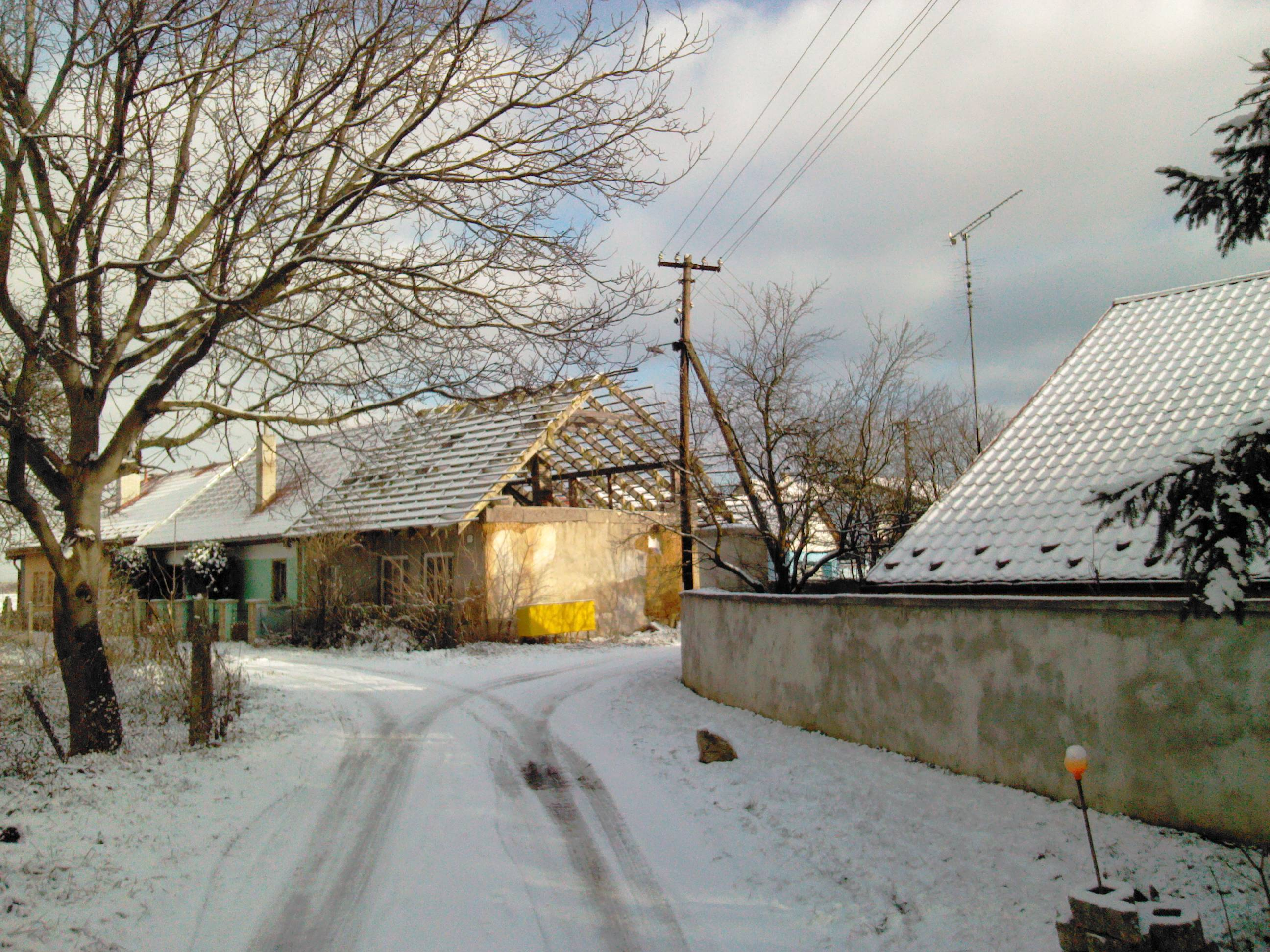
Bývalé hospodářské budovy kaštieľa.
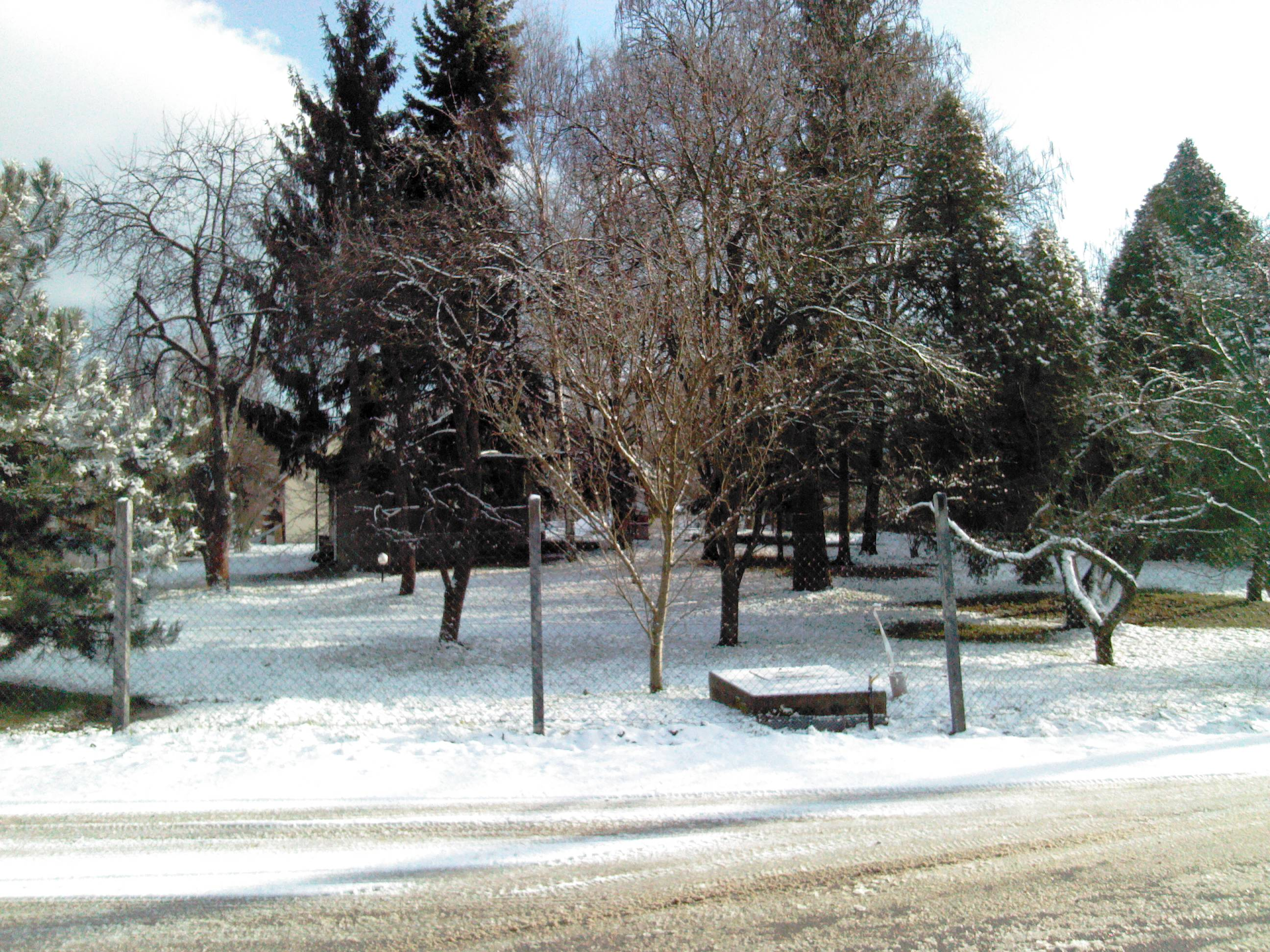
Pozemek, na kterém stál kaštel.